# Cocuixtle

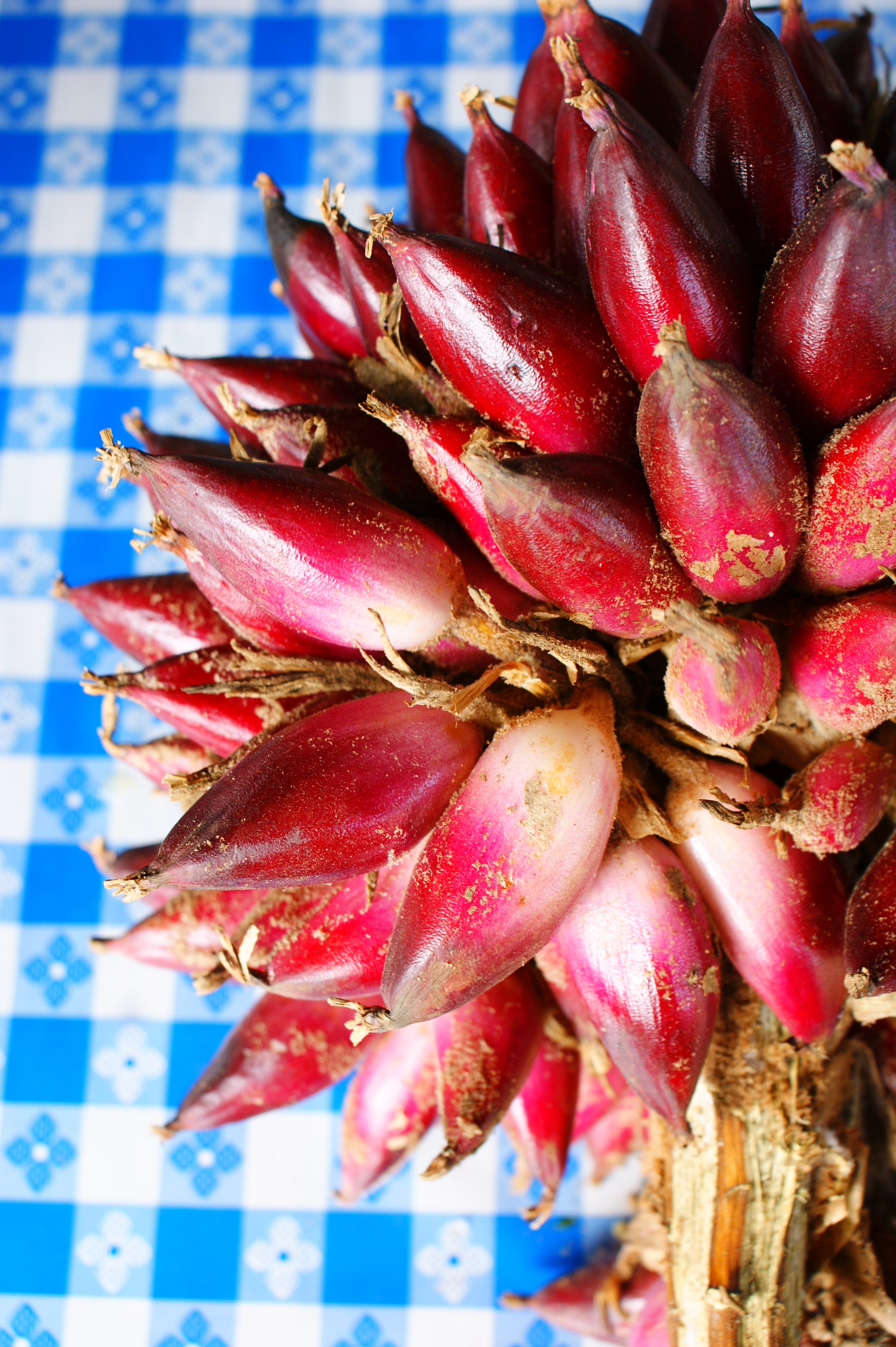

El cocuixtle es una fruta típica de algunas regiones del centro y sur de México. Es el fruto de varias especies de Bromelia, particularmente B. plumieri, B. karatas y B. pinguin. Es una fruta que tanto a nivel botánico como agronómico está poco estudiada y poco cultivada.  

## Denominaciones
Otros nombres regionales incluyen: 
- timbiriche,
- piro, piñuelas (en El Salvador)
- Xocuixtle, xocuichtle, jocuixtle, xocoduizte o xocohuiztle o chocohuizte, del náhuatl xocotl (fruto) e ixtle (fibra del maguey), es decir, fruto fibroso;
- Ch'om (en maya yucateco)

## Características
En la década de 1560, este fruto fue recomendado por fray Juan de Torquemada en sus escritos para curar el escorbuto, al que llamaba por su nombre nativo xocohuiztle:

y tales son las propiedades que Dios dio a esta fruta que puede curar la hinchazón de las encías y hace que se agarren a los dientes, y las limpia, y expele toda la putrefacción y pus de las encías, y después de un par de ingestiones de esta fruta el paciente se recupera
Fray Juan de Torquemada

## Uso culinario
- Agua fresca de cocuixtle
- Tepache de cocuixtle
- Cocuixtles empanochados (con piloncillo)